# Momo (Unternehmen)

Logo

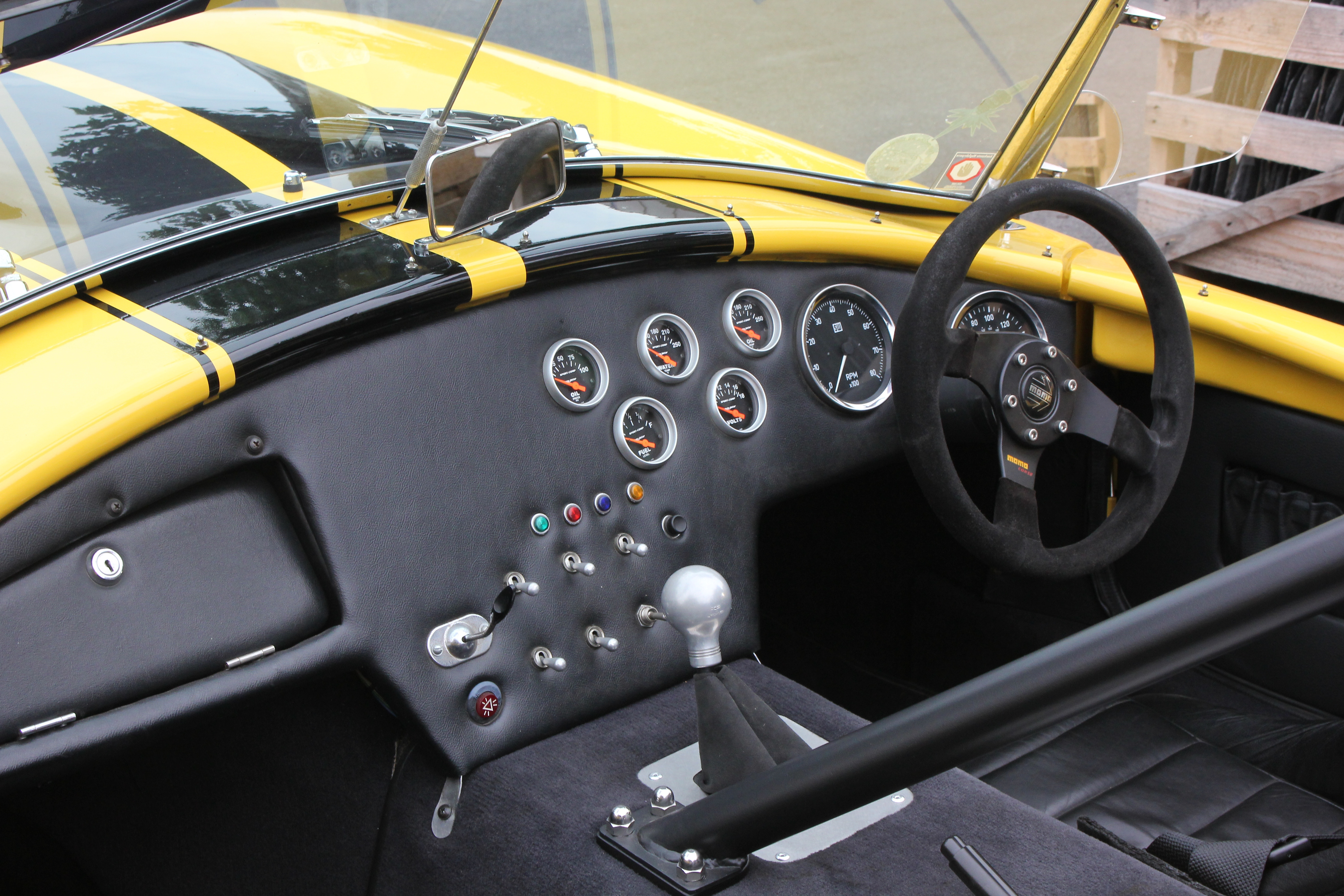
Cobra-427-Replica mit Momo-Lenkrad

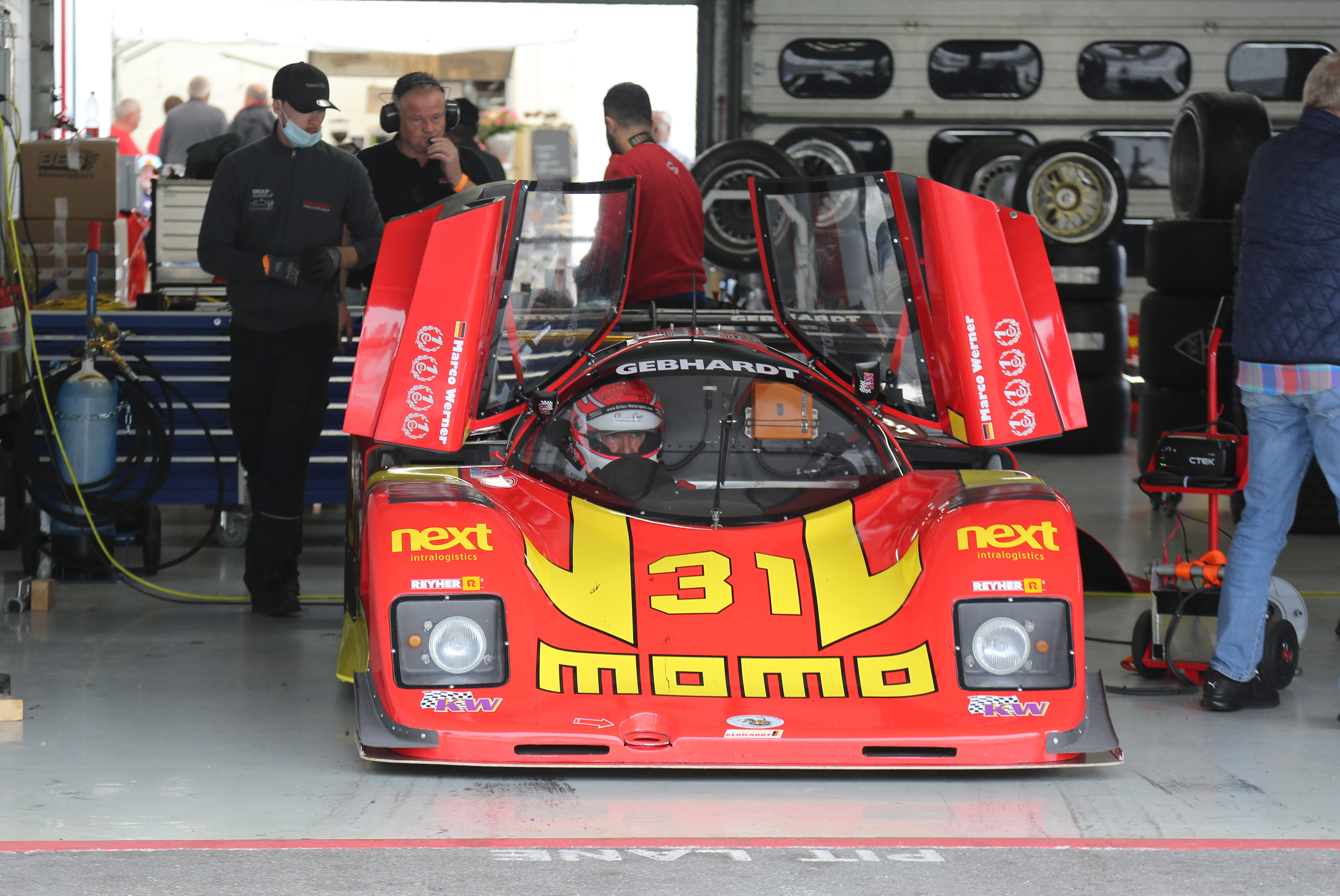
Momo als Sponsor: Gebhardt C88 (Gruppe C2a)

Momo ist ein Produzent von Lenkrädern und Felgen, die vornehmlich im Motorsport, aber auch im gehobenen Zubehörbereich für Automobile oder als Sondermodelle am Computer bei Rennsimulationen verwendet werden. Daneben werden noch Tuning- und Rennsportteile und -zubehör vertrieben (Fahrerausrüstung, Sechspunktgurte, Helme, Kartausrüstung).
Momo ist eine Abkürzung für Moretti, Monza, nach dem Namen des Firmengründers und italienischen Rennfahrers Giampiero Moretti und dem Firmensitz Monza. Die Firma wurde in den frühen 1960er-Jahren gegründet. 1964 war der Ferrari-Formel-1-Wagen des Weltmeisters John Surtees mit einem Momo-Lenkrad ausgerüstet.
Für Serienfahrzeuge waren die Lenkräder meist zu teuer; man beschränkte sich auf den Zubehörhandel. Unter dem Namen „Momo Corse“ wurde eine zweite, nicht so anspruchsvolle Produktlinie für zulassungsfähige Zubehörteile eröffnet. Die klassischen „Momo“-Produkte sind für den Einsatz im Rennsport konzipiert.
In Zusammenarbeit mit dem Schweizer Hersteller von Computerzubehör Logitech entstanden Lenkräder und Pedalsätze für Rennsimulationen.
2011 wurde MOMO an Henrique Cisneros verkauft, einen venezolanisch-amerikanischen Geschäftsmann und Amateur-Rennfahrer, und in die Grupo Cisneros eingegliedert.